# Петр Корда
Петр Корда (чеш. Petr Korda) је бивши чешки професионални тенисер. Највећи успех у његовој каријери је освајање Отвореног првенства Аустралије 1998. године.

## Каријера
Рођен је 23. јануара 1968. у Прагу. Тренутно живи у Монте Карлу, Монако. Године 1984, када је имао 16, постао је јуниорски шампион Чехословачке. Највиши положај на АТП ранг листи му је број два. Децембра 1998, је објављено да је Корда позитиван на забрањену супстанцу нандролон, након његовог четвртфинала на Вимблдону 1998 против Тима Хенмана. Упркос томе, ИТФ га није одмах суспендовао, већ је од јула 1999 суспендован на 12 месеци. Повукао се из тениса 2000. пошто је забрана истекла, изгубивши меч од Мартина Хромеца на челенџеру у Прагу. Занимљиво да је Корда освојио Гренд слем тек из 34 покушаја, једино је Горан Иванишевић испред њега са 47.

## Гренд слем финала

### Појединачно 2 (1—1)
| Исход  | Година | Турнир                        | Подлога | Противник у финалу | Резултат      |
| Финале | 1992   | Ролан Гарос                   | Шљака   | Џим Куријер        | 5–7, 2–6, 1–6 |
| Победа | 1998   | Отворено првенство Аустралије | Тврда   | Марсело Риос       | 6–2, 6–2, 6–2 |